# Avalanche du Québec
Die Avalanche du Québec waren ein kanadisches Fraueneishockeyteam aus Laval, Québec, und spielte ab der Saison 1998/99 in der National Women’s Hockey League. Im Jahr 2007 wurde der Club aufgelöst, seither existiert unter gleichem Namen ein Nachwuchseishockeyverein.

## Geschichte
Der Ursprung der Avalanche liegt in einem, in den 1980er Jahren gegründeten, Frauenteam namens Sherbrooke Jofa Titan, das 1998 in einen Eishockeyclub umgewandelt wurde und als Montreal Jofa Titan in die Central Ontario Women’s Hockey League aufgenommen wurde. Mit der Umwandlung der COWHL in die National Women’s Hockey League im Februar 1999 wurde der Spielbetrieb weiter professionalisiert.
Zwischen 1999 und 2001 spielte das Team unter dem Namen Panthères de Sainte-Julie und erreichte in beiden Spieljahren das Play-off-Finale um die NWHL-Meisterschaft. Anschließend war das Team zwei Jahre lang als Le Cheyenne de la Métropole bekannt. Zwischen 2002 und 2007 spielte es dann als Avalanche du Québec
Nach der Saison 2006/07 stellte die NWHL den Spielbetrieb ein und wurde durch die neu gegründete Canadian Women’s Hockey League ersetzt.

## Bekannte ehemalige Spielerinnen
- Emilie Castonguay
- Nancy Drolet
- Esther Kantor
- Caroline Laforge
- Geneviève St-Pierre
- Kim St-Pierre
- Maren Valenti

## Saisonstatistik
| Saison  | Sp | S  | N  | U | T   | GT  | Pkt | Regular Season | Play-offs   |
| ------- | -- | -- | -- | - | --- | --- | --- | -------------- | ----------- |
| 1998/99 | 34 | 12 | 17 | 5 | 88  | 109 | 29  | Platz 2        | Finale      |
| 1999/00 | 35 | 20 | 8  | 7 | 109 | 68  | 47  | Platz 1        | Vizemeister |
| 2000/01 | 40 | 22 | 15 | 3 | 168 | 102 | 47  | Platz 2        | Vizemeister |
| 2001/02 | 30 | 11 | 15 | 4 | 73  | 85  | 26  | Platz 3        |             |
| 2002/03 | 36 | 10 | 21 | 5 | 87  | 120 | 26  | Platz 3        |             |
| 2003/04 | 36 | 4  | 30 | 2 | 65  | 163 | 12  | Platz 3        |             |
| 2004/05 | 36 | 5  | 27 | 4 | 53  | 132 | 16  | Platz 3        |             |
| 2005/06 | 36 | 4  | 30 | 2 | 58  | 135 | 12  | Platz 3        |             |
| 2006/07 | 12 | 2  | 8  | 2 | 41  | 91  | 6   | Platz          |             |

Legende zur Saisonstatistik: GP oder Sp = Spiele insgesamt; W oder S = Siege; L oder N = Niederlagen; T oder U = Unentschieden; OTS = Siege nach Verlängerung (Overtime);  OTN oder OL = Overtime-Niederlagen; SOS = Shootout-Siege; SOL oder SON = Shootout-Niederlagen; P oder Pkt = Punkte; Pct % = Siege in %; GF oder T = Tore; GA oder GT = Gegentore